# براء بن‌مالک انصاری

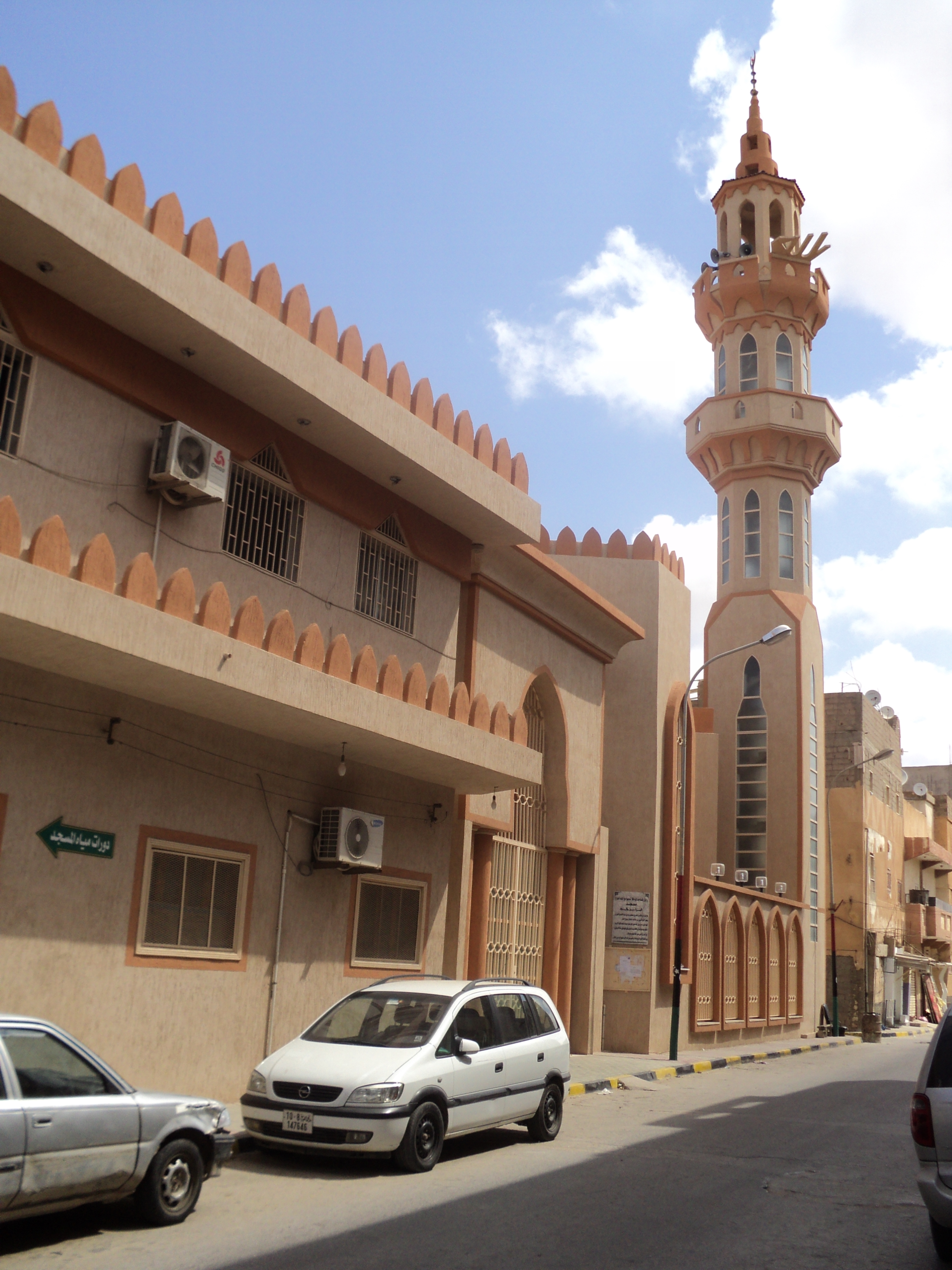
نمایی از مسجد براء بن مالک انصاری در بنغازی، لیبی - ۲۰۱۱

براء بن مالک بن نضر انصاری از یاران محمد پیامبر اسلام و برادر انس بن مالک است.
بعد از جریان سقیفه بنی ساعده از کسانی بود که به علی بن ابی طالب گرویدند و از شیعیان او به شمار می‌آید.
در جنگ بدر و احد و خندق شرکت کرد و در جنگ شوشتر کشته شد.
او نقش مهمی در جنگ مقابل مسیلمه کذاب پیامبر دروغین داشت.
وی در جنگ یمامه وزیر مسیلمه را به قتل رسانید. آرامگاه براء بن مالک در شهر شوشتر و در نزدیکی قلعه سلاسل قرار دارد.